# Chelonus fumarius
Chelonus fumarius är en stekelart som beskrevs av Vladimir Ivanovich Tobias 2000. Chelonus fumarius ingår i släktet Chelonus och familjen bracksteklar. Utöver nominatformen finns också underarten C. f. kui.